# Demokedes
Demokedes (altgriechisch Δημοκήδης Dēmokḗdēs, auch Demokedes von Kroton) war ein griechischer Arzt der Antike, angeblich der fähigste seiner Zeit. Er stammte aus dem damals griechisch besiedelten Süditalien und lebte im späten 6. und frühen 5. Jahrhundert v. Chr. Seine Heimatstadt war Kroton in Kalabrien. In der Politik seiner Heimatstadt spielte er eine wichtige Rolle.
Die Hauptquelle ist das Geschichtswerk Herodots, dessen Glaubwürdigkeit aber stark umstritten ist. Einer Forschungshypothese zufolge ist Demokedes eine von Herodot erfundene Gestalt.

## Herkunft und Leben laut der Überlieferung
Die Darstellung der Quellen ergibt folgendes Bild. Demokedes’ Vater Kalliphon war ebenfalls Arzt und soll auch Priester des Asklepios, des Gottes der Heilkunst, gewesen sein. Kalliphon stammte angeblich aus der Hafenstadt Knidos an der Küste von Kleinasien und hatte seinen Wohnsitz nach Kroton verlegt; nach einer anderen Überlieferung war Kroton sein Geburtsort. Jedenfalls wuchs Demokedes in Kroton auf. Wegen Meinungsverschiedenheiten mit seinem Vater verließ Demokedes seine Heimat und ging nach Griechenland. Einige Zeit war er in der Stadt Aigina auf der gleichnamigen griechischen Insel und anschließend in Athen als öffentlich besoldeter Arzt tätig. Sein Gehalt betrug in Aigina ein Talent, in Athen hundert Minen. Im vierten Jahr nach seiner Auswanderung aus Italien wurde er Leibarzt des Tyrannen Polykrates von Samos, der ein noch höheres Gehalt (zwei Talente) zahlte.
Nachdem Oroites, der persische Satrap (Statthalter) von Sardes (Lydien), Polykrates 522 v. Chr. durch eine List entmachtet hatte, kam Demokedes mit Oroites – angeblich als dessen Sklave – nach Susa, wo der Perserkönig Dareios I. residierte. Es gelang ihm, eine Fußgelenksverrenkung des Königs zu heilen, die dieser sich auf der Jagd zugezogen hatte; der Knöchel war aus dem Gelenk gesprungen. Dabei ging Demokedes mit sanften Mitteln nach der griechischen Heilkunst vor, im Gegensatz zu den ägyptischen Ärzten des Herrschers, die versucht hatten, den Fuß gewaltsam einzurenken, und damit die Lage des Patienten nur verschlimmert hatten. Daraufhin machte Dareios den Griechen zu seinem Leibarzt und stellte ihm ein großes Haus zur Verfügung. Demokedes speiste an der Tafel des Königs und wurde sehr einflussreich. Alle seine Wünsche wurden erfüllt außer dem einen, das Perserreich verlassen zu dürfen. Die Heilung der Königin Atossa von einem „Gewächs“ (φύμα phýma) der Brust – vielleicht Mastitis oder eine gutartige Geschwulst – steigerte sein Ansehen weiter. Der Einfluss der bisher am Hof dominierenden ägyptischen Ärzte wurde zurückgedrängt; nach Herodots Schilderung rettete sie nur Demokedes’ Fürsprache vor der Hinrichtung, die der erzürnte König ihnen zugedacht hatte.
Trotz seiner sehr ehrenvollen Stellung am Hof wollte Demokedes in seine Heimat zurückkehren. Es gelang ihm, aus dem Machtbereich des Königs zu entkommen und nach Italien zu gelangen. Angebliche Einzelheiten erzählt Herodot, dessen märchenhaft wirkende Darstellung, welche die Flucht mit einer militärischen Erkundungsmission der Perser im Vorfeld der Perserkriege verbindet, jedoch unglaubwürdig ist. In Kroton heiratete Demokedes eine Tochter des Ringkämpfers Milon, des berühmtesten Leistungssportlers seiner Zeit. Angeblich ließ Demokedes dem König Dareios ausrichten, dass er nunmehr Schwiegersohn Milons war. Dies setzt voraus, dass – wie Herodot auch ausdrücklich behauptet – Milons Ruhm bereits bis zum persischen Hof gedrungen war. Auch wenn diese Erzählung nicht den Tatsachen entspricht, ist doch daraus zu ersehen, dass die Heirat mit der Tochter des Athleten als sozialer Aufstieg des Arztes gewertet wurde. Herodot bezeichnet diesen Aspekt sogar als ein Motiv für die Heirat.
Demokedes war ein Zeitgenosse des Philosophen Pythagoras von Samos, der lange in Kroton lebte und dort die Gemeinschaft der Pythagoreer gründete. Dieser Gemeinschaft gehörte Demokedes an; schon sein Vater Kalliphon soll Pythagoreer gewesen sein. Dadurch wurde Demokedes in eine heftige politische Auseinandersetzung um die Pythagoreer verwickelt, die nach dem Sieg über Sybaris (510 v. Chr.) in Kroton ausbrach, nachdem Pythagoras die Stadt verlassen hatte. Iamblichos berichtet, Demokedes habe zu den Gegnern der „Volkspartei“ (der dēmotikoí genannten Populisten oder Demokraten) gehört. Zusammen mit gleichgesinnten Pythagoreern habe er sich vergeblich einer Änderung der bisherigen Verfassung Krotons widersetzt. Durch Unruhen, welche die Agitatoren Kylon und Ninon anstifteten, sei Demokedes gezwungen worden, mit einer Schar von Jünglingen aus der Stadt zu fliehen. Darauf sei er von seinen Gegnern beschuldigt worden, eine Tyrannis einführen zu wollen und die Jugend in diesem Sinne aufzuhetzen, und eine Belohnung von drei Talenten sei auf seinen Kopf gesetzt worden. Es sei zu einem Gefecht gekommen, und danach sei die Belohnung an Theages, einen Anführer der dēmotikoí, ausgezahlt worden, da die von Demokedes ausgehende Gefahr beseitigt worden sei. Demnach verloren die Anhänger des Demokedes den Kampf gegen eine von Theages befehligte Streitmacht, wobei er offenbar ums Leben kam. Jedenfalls verschwindet damit seine Spur.
In der Suda, einer byzantinischen Enzyklopädie des 10. Jahrhunderts, wird Demokedes als Autor eines Buchs über Heilkunst bezeichnet.

## Rezeption
Antike
Herodot bezeichnete Demokedes als den besten Arzt seiner Zeit. Auch später blieb in der Antike die Erinnerung an ihn als bedeutenden Arzt lebendig; noch Cassius Dio nannte ihn neben Hippokrates. Das Bild, das man sich von ihm machte, war maßgeblich von Herodots ausführlicher, literarisch ausgeschmückter Schilderung der Wechselfälle seines Lebens geprägt.
Altertumswissenschaft
Die Glaubwürdigkeit der Nachrichten Herodots zum Leben und Wirken des Demokedes ist stark umstritten. Manche Altertumswissenschaftler halten seine Angaben für zumindest teilweise zutreffend, andere stellen die Geschichtlichkeit seiner Darstellung hinsichtlich einzelner Elemente oder auch insgesamt in Abrede. Eine radikale Position vertritt der Oxforder Altertumswissenschaftler Malcolm Davies. Er meint, Demokedes sei eine von Herodot erfundene Gestalt. Zur Begründung dieser Hypothese weist Davies auf Ungereimtheiten in Herodots Bericht und auf zahlreiche Übereinstimmungen mit Motiven der Volkssage (folk-tale) hin.
Belletristik
Der Schriftsteller Artur Swerr machte das Leben des Demokedes zum Thema eines 1961 erschienenen Romans.